# Schefflera phanerophlebia
Schefflera phanerophlebia är en araliaväxtart som beskrevs av Elmer Drew Merrill. Schefflera phanerophlebia ingår i släktet Schefflera och familjen araliaväxter.
Artens utbredningsområde är Sumatera. Inga underarter finns listade.